# Sarcophaga galileana
Sarcophaga galileana är en tvåvingeart som beskrevs av Andy Z. Lehrer 2000. Sarcophaga galileana ingår i släktet Sarcophaga och familjen köttflugor.
Artens utbredningsområde är Israel. Inga underarter finns listade i Catalogue of Life.